# Château de Villers (Villers-sur-Mer)
Le château de Villers est une demeure du XVIIe siècle qui se dresse sur le territoire de la commune française de Villers-sur-Mer, dans le département du Calvados, en région Normandie. L'édifice est partiellement inscrit au titre des monuments historiques.

## Localisation
Le château de Villers est situé au lieu-dit le château sur le territoire de la commune de Villers-sur-Mer, dans le département français du Calvados.

## Historique

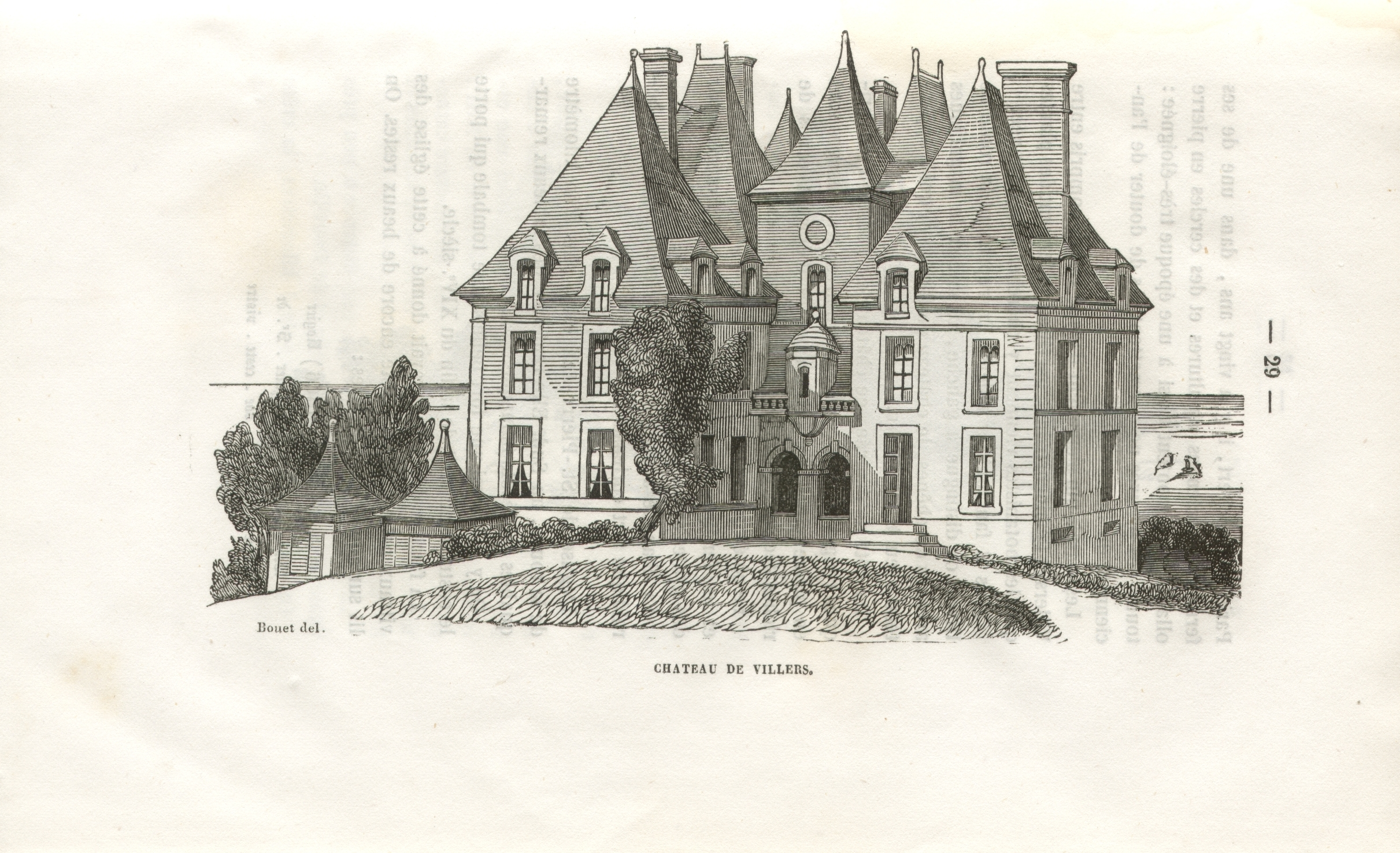
Le château de Villers-sur-Mer vu par Georges Bouet au milieu du XIXe siècle.

À la fin du XVIe siècle, plusieurs fiefs de Villers furent réunis par la famille d'Hémery qui devint seigneurs et patron de Villers. Un Robert d'Hémery était au début du XVe siècle verdier de la forêt de Touques, actuel forêt de Saint-Gatien.
On doit probablement la construction du château de Villers à Jean d'Hémery, fils d'olivier Hémery et de Marie Labbey, page du cardinal Le veneur, puis gouverneur et bailli de Courcy. En 1576, à la suite de son mariage avec Marguerite d'Avila, il acquiert les autres fiefs de Villers. En 1692, leur fils, Antoine d'Hémery, page de Louis XIII, ruiné se vit saisir la seigneurie qui fut acheté, peu après, par les Malon de Bercy.
Au début du XVIIIe siècle, le domaine est acheté par Jean Pâris de Monmartel, marquis de Brunoy, à Charles Henri de Malon, marquis de Bercy. À sa mort, son fils Armand Louis Joseph, marquis de Brunoy, né en 1748, hérite du domaine. Il y meurt en 1791. Sans descendance directe, le château échoit à son cousin, Marie-Antoine Paris d'Illins, capitaine de dragons.

## Description
Le château actuel édifié au XVIIe siècle est bâti en briques et pierres selon le style Louis XIII et l'allure générale de l'extérieur n'a pas changé. Il se présente sous la forme de deux pavillons de plan rectangulaire reliés par un bâtiment central percé en façade de deux arcades surmontées d'une petite tourelle en encorbellement qui est encadrée à l'étage par un balcon avec balustres de pierre. 
L'intérieur est refait sous le règne de Louis XVI vers 1770-1780.

## Protection
Les façades et les toitures du château, ainsi que les boiseries de la bibliothèque, et le jardin potager sont inscrits au titre des monuments historiques par arrêté du 28 août 2003.